# Florence (Indiana)
Pour les articles homonymes, voir Florence (homonymie).
Florence est une census-designated place située dans le comté de Switzerland, dans l’État de l'Indiana, aux États-Unis. Lors du recensement de 2020, elle compte 60 habitants.